# Laktationskurve
Eine Laktationskurve (oder auch Lactationskurve) beschreibt den Verlauf der täglichen Milchmenge (Milchleistung) von Tieren, insbesondere von zur Milchgewinnung gehaltenen landwirtschaftlichen Nutztieren wie Kühen, Schafen oder Ziegen, die sich grob in vier Phasen unterteilen lässt:
1. Am Anfang, also kurz nach der Geburt der Frucht haben die Tiere eine sehr hohe Milchleistung. Die Energieabgabe in Form der Milch kann in dieser Phase deutlich höher sein als die Aufnahme von Energie über das Futter. Daher werden beträchtliche Körperreserven mobilisiert. Das führt zu hohen Belastungen des Stoffwechsels. Daher kommt es oft zur Gewichtsabnahme und relativ häufiger zu Erkrankungen wie Milchfieber (Calciummangel der Kuh), Ketose (Stoffwechselerkrankung durch Energieunterversorgung), Pansenazidose (fütterungsbedingter pH-Abfall im Pansen) u. a. Die Kühe geben in dieser Phase zum Teil über 60 Liter pro Tag.
2. Danach kommt eine Phase, in der die Milchleistung langsam nachlässt. Hier liegen Energieaufnahme und -abgabe im Gleichgewicht. Die Leistung beträgt hier 20 bis 40 Liter pro Tag.
3. In der dritten Phase sinkt die Milchleistung noch weiter. Daher nehmen die Tiere – je nach Fütterung – zum Teil deutlich mehr Energie auf, als sie abgeben. Dadurch können sie die Körpermasse, die sie in der ersten Phase verloren haben, wieder zulegen. Die Milchleistung kann hier unter 10 Litern pro Tag liegen.
4. Die letzte Phase wird als Trockenstehen bezeichnet. Erfolgt keine regelmäßige Entleerung des Euters durch Säugen oder Melken mehr oder ist die folgende Trächtigkeit weit fortgeschritten, so stellt das Tier die Milchproduktion ein. Diese Ruhephase ist notwendig, damit sich das Euter, bzw. speziell die Alveolen, regenerieren können. Diese Phase dauert in der kommerziellen Milchkuhhaltung etwa acht Wochen und endet mit der Geburt des nächsten Kalbes.

Eine graphische Darstellung der typischen Laktation bei Fleckvieh-Kühen findet sich in der Literatur.